# Banku

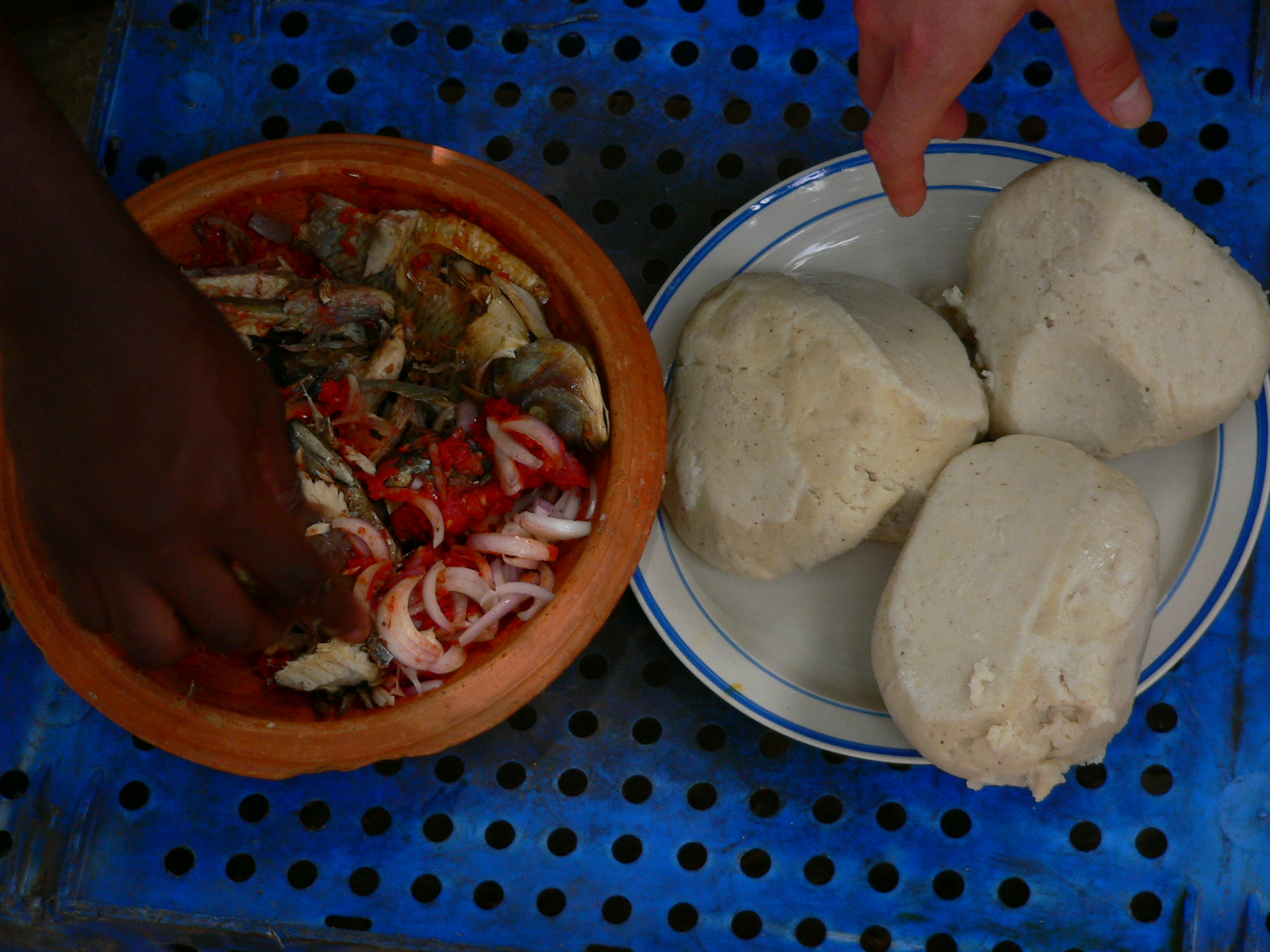
Banku (a la derecha) con un guiso de tilapia.

El banku (también llamado obenku y akpele) es, junto al benachin, el fufu y el kelawele, un plato nacional ghanés. Consiste en una bola de masa que se hace de harina con levadura y se sirve con platos y guisos. Por lo general se hace con harina de maíz, pero a menudo se emplea una mezcla de harina de yuca y maíz. Es un plato, con origen en la región del río Volta, que consumen hoy casi todas las tribus ghanesas.
Tradicionalmente, para prepararlo se mezcla la harina con agua hasta formar una masa que se deja reposar durante varios días para que se acidifique. Entonces se cuece, formando bolas con la masa hervida antes de servirla. Para acelerar la preparación, la fermentación de la masa se reduce a unas pocas horas.
El banku se come a menudo con salsas picantes.
En la cocina de África Occidental hay también un plato derivado del banku, el kinkey, en el que la masa acidificada se cuece al vapor en una hoja de plátano.